# Nazaré (Porto Velho)
Nazaré é um distrito do município brasileiro de Porto Velho, capital do estado de Rondônia. Segundo o censo demográfico de 2022, realizado pelo Instituto Brasileiro de Geografia e Estatística (IBGE), sua população era de 607 habitantes e havia 198 domicílios particulares permanentes ocupados. Foi criado pela lei municipal nº 1.299 de 26 de junho de 1997.
De acordo com o IBGE, em 2010 a população era de 626 habitantes e havia 184 domicílios particulares.